# Рифаи, Мьен Ахмед
Мьен Ахмед Рифаи (индон. Mien Achmed Rifai; род. 1940) — индонезийский миколог и фитопатолог.

## Биография
Мьен Ахмед Рифаи родился и вырос в небольшой деревне на острове Мадура в Восточной Яве. В 1958 году окончил школу и поступил на ветеринарный факультет Университета Индонезии в Богоре. Однако вскоре он перешёл в Сельскохозяйственную академию в Чьауи. В 1961 году он получил степень бакалавра по фитопатологии. Затем он некоторое время работал в Богорском гербарии, после чего отправился учиться в Англию. В 1966 году Рифаи получил степень доктора философии в Шеффилдском университете. На следующий год Мьен Ахмед вернулся в Индонезию. Он стал изучать тропические грибы и растения, издал более 170 публикаций, в том числе монографию рода Trichoderma. С 1968 по 1977 и в 1985—1986 Рифаи был главой Богорского гербария. С 1978 по 1984 Рифаи работал заместителем директора Национального исследовательского биологического института.
В настоящее время Рифаи — один из самых известных специалистов по дискомицетам.

## Некоторые научные публикации
- Rifai, M.A. (1968). The Australian Pezizales in the Herbarium of the Royal Botanic Gardens, Kew. Verh. Kon. Ned. Akad. Wetensch. Afd. Natuurk. Tweede Sect. 57 (3): 1-295.
- Rifai, M.A. (1969). A revision of the genus Trichoderma. Mycological Papers 116: 1-56.

## Грибы и растения, названные в честь М. А. Рифаи
- Cryptocarya rifaii Kosterm., 1970
- Peziza rifaii J.Moravec & Spooner, 1988